# Gottfried Keller
Gottfried Keller (ur. 19 lipca 1819 w Zurychu, zm. 15 lipca 1890 tamże) – szwajcarski pisarz i poeta tworzący w języku niemieckim.
W latach 1834–1842 studiował malarstwo w Monachium. W 1846 roku opublikował zbiór wierszy, które przyniosły mu stypendium, dzięki któremu w latach 1848–1850 studiował historię, filozofię i literaturę na Uniwersytecie w Heidelbergu. W 1850 roku rozpoczął studia w Berlinie, tam też powstała jego najsłynniejsza, autobiograficzna powieść Zielony Henryk. W 1855 roku powrócił do Zurychu, gdzie pracował jako niezależny pisarz. W latach 1861–1876 pracował jako sekretarz (Erster Staatsschreiber) kantonu Zurych. Później poświęcił się już tylko pracy literackiej. W 1876 roku została opublikowana powieść Romeo i Julia na wsi, oparta na słynnym dramacie Szekspira, ale umiejscowiona w scenerii szwajcarskiej wsi.
Był wybitnym reprezentantem realizmu mieszczańskiego.

Przewodniczył komitetowi na rzecz polskich powstańców styczniowych.
Twórczością G. Kellera zainteresował się szwajcarski kompozytor Othmar Schoeck, który skomponował w roku 1926 cykl pieśni do 14 wierszy G. Kellera pod tytułem Lebendig Begraben (Pogrzebany żywcem). Ten utwór (na orkiestrę i baryton) został nagrany przez Dietricha Fischera-Dieskaua dla wytwórni Claves w 1962 roku.

## Najważniejsze dzieła
- Zielony Henryk(inne języki) (tzw. Erziehungsroman) 1845, druga wersja 1880, wydanie polskie 1955
- Martin Salander(inne języki) 1886
- cykl Ludzie z Seldwili(inne języki) 1856, druga wersja 1873–1874, wydanie polskie 1952
- Nowele zuryskie 1877, wydanie polskie 1958
- Pani Reguła i jej benjaminek 1923
- Romeo i Julia na wsi 1923, wydanie polskie 1954
- Pankracy Dąsacz 1920
- Kotek Lusterko 1921
- Siedem legend 1922